# Rhopalodiaceae
Rhopalodiaceae é uma família de diatomáceas que se caracterizam por apresentar um organelo de fixação de azoto, denominado corpo esferóide, com elevada probabilidade de ter origem na endocitobiose de uma cianobactéria simbionte.

## Descrição
A família Rhopalodiaceae distingue-se dos restantes taxa de diatomáceas pela presença de um organelo, denominado corpo esferóide, embebido no citoplasma da célula hospedeira e dele inseparável. Este organelo tem como função a fixação de azoto e é uma característica exclusiva dos procariotas, embora sejam numerosos os organismos eucariotas que obtêm o azoto de que necessitam mediante a simbiose com bactérias que apresentam essa capacidade. Contudo, o caso das Rhopalodiaceae é especial, pois o é único caso conhecido de incorporação de um organelo fixador de azoto no citoplasma celular.
Este organelo deriva da endossimbiose de uma cianobacteria relacionada com o género Crocosphaera (inicialmente referido como Cyanothece sp. ATCC 51.142, agora oficialmente identificado como Crocosphaera subtropica Mareš & J.R. Johansen estirpe ATCC 51142). A sequenciação do genoma do organelo mostrou uma significativa redução e apesar da sua origem cianobacteriana, o corpo esferóide é incapaz de realizar a fotossíntese e depende para todas as suas necessidades de energia do contributo da diatomácea hospedeira.
Na sua presente circunscrição taxonómica, a família Rhopalodiaceae compreende três géneros, em dois dos quais, Rhopalodia e Epithemia, se comprovou a presença destes organelos. Estudos realizados sobre a espécie Rhopalodia gibba mostram que o organelo está rodeado por duas membranas presumivelmente de distinta origem, a interior procedente do simbionte e a exterior do hospedeiro. O tamanho do corpo esferóide é de 4–6 μm de largura e 5–7 μm de comprimento e o número destes organelos depende da disponibilidade de azoto no ambiente.